# Norbert Bacher-Lagler
Norbert Bacher-Lagler (* 13. November 1965 in Wien) ist ein österreichischer Politiker (SPÖ). Von 2007 bis 2010 war er Abgeordneter zum Wiener Landtag und Mitglied des Wiener Gemeinderats. Er ist zudem Vorsitzender der Fraktion Sozialdemokratischer Gewerkschafter Wien, Bundesgeschäftsführer der Gewerkschaft Vida und Vizepräsident der Arbeiterkammer Wien.

## Schulische und berufliche Laufbahn
Norbert Bacher-Lagler absolvierte nach dem Besuch von Volks- und Hauptschule sowie einer HTL eine Elektromechanikerlehre in der Lehrwerkstätte Floridsdorf und legte 1987 die Triebfahrzeugführerprüfung ab. Zwischen 1989 und 1990 besuchte er die Sozialakademie. Er ist Angestellter der Österreichischen Bundesbahnen (ÖBB).

## Politische Laufbahn
Durch seine Tätigkeit bei den Österreichischen Bundesbahnen fand Norbert Bacher-Lagler über seine Gewerkschaftliche Tätigkeit zur Politik. Bereits 1985 bis 1988 war er Vorsitzender-Stellvertreter der österreichischen Gewerkschaftsjugend und zwischen 1987 und 1992 Jugendsekretär der Gewerkschaft der Eisenbahner (FSE). 1992 stieg Bacher-Lagler zum Sekretär im Zentralsekretariat auf und war 1997 bis 2000 Fraktionsvorsitzender der FSE Region Ost für Wien, NÖ und Burgenland sowie zwischen 1997 und 2006 Fraktionsvorsitzender der Fraktion Sozialdemokratischer GewerkschafterInnen (FSG) in der Gewerkschaft der Eisenbahner.
1999 wurde er zum Vize-Präsidenten der Kammer für Arbeiter und Angestellte für Wien sowie Zentralsekretär-Stellvertreter der Gewerkschaft der Eisenbahner. Im Jahr 2000 erfolgte die Wahl zum geschäftsführender Zentralsekretär im Präsidium der FSE und 2003 die Wahl zum Zentralsekretär. Seit 2006 ist Bacher-Lagler zudem Vorsitzenden der Wiener Fraktion Sozialdemokratischer GewerkschafterInnen (FSG) und war zwischen 1999 und 2004 Pendler-Ombudsmann der Kammer für Arbeiter und Angestellte. Seit 2007 ist er auch Vorstandsvorsitzender des waff (Wiener ArbeitnehmerInnen Förderungsfonds).
Vom 25. Jänner 2007 bis zum 25. November 2010 vertrat er die SPÖ als Abgeordneter zum Wiener Landtag und Mitglied des Wiener Gemeinderats. Seine politischen Schwerpunkte liegen nach eigenen Angaben in der Sozialpolitik, Verkehrspolitik, Arbeitsmarktpolitik und in der Interessenspolitik für Arbeitnehmer.

## Privates
Norbert Bacher-Lagler ist verheiratet und hat zwei Söhne.